# Střelba na W. R. Myers High School
Střelba na W. R. Myers High School se odehrála 28. dubna 1999. Čtrnáctiletý Todd Cameron Smith střílel v době oběda. Studenti si okamžitě lehli na zem a vytvořili si provizorní barikády. Střelec sice mířil na učitele, ale náhodně zasáhl dva studenty. Třetího pak ohrožoval, ale nechal ho jít. Police později uvedla, že střelec byl zadržen, když ho odzbrojil zaměstnanec školy, který byl zároveň členem místní policie.